# Keb Chutema
Keb Chutema, né le 7 février 1951 à Phnom Penh, est un homme politique cambodgien. Il est gouverneur de Rotanah Kiri de 1995 à 1999, gouverneur de Takeo de 1999 à 2003 puis gouverneur de Phnom Penh de 2003 à 2013.